# Mirosław Panek
Mirosław Jan Panek (ur. 27 marca 1959 w Warszawie) – polski doktor astrofizyki, w latach 2016–2018 przedstawiciel Polski, Szwajcarii, Serbii, Azerbejdżanu, Turkmenistanu, Kazachstanu, Tadżykistanu i Kirgistanu w Międzynarodowym Funduszu Walutowym, w latach 2019–2020 prezes zarządu Bankowego Funduszu Gwarancyjnego.

## Życiorys
Mirosław Panek ukończył w 1982 roku fizykę teoretyczną na Wydziale Fizyki Uniwersytetu Warszawskiego. W czasie studiów był aktywnym działaczem samorządu studenckiego i Niezależnego Zrzeszenia Studentów (współorganizował strajki studenckie jesienią 1981 roku), a od 1982 roku podziemnej „Solidarności” (31 sierpnia 1982 roku przywiózł relację z obchodów rocznicy „S” w Nowej Hucie dla Tygodnika Mazowsze, współpracował, wnosząc znaczący wkład m.in. z Jackiem Staszelisem przy przygotowywaniu akcji kontroli frekwencji wyborów do rad narodowych w 1984, współpracował również z Tomaszem Chlebowskim). Był pracownikiem Centrum Astronomicznego im. Mikołaja Kopernika PAN w latach 1982–1992. Tam obronił pracę doktorską w 1987 roku z astrofizyki, po czym wyjechał na stypendium podoktorskie do Princeton University Astronomical Observatory w Princeton (USA).
Na początku lat 90. zainteresował się rynkami kapitałowymi. W latach 1992–1994 był dyrektorem finansowym firmy TCH. W tym czasie uzyskał jedną z pierwszych licencji maklera papierów wartościowych oraz licencję doradcy inwestycyjnego. Później zasiadał m.in. w Komisji Egzaminacyjnej dla Doradców Inwestycyjnych przy Komisji Papierów Wartościowych i Giełd (1994–1997), był członkiem zarządu i doradcą inwestycyjnym w ABN AMRO Asset Management (Polska) SA (1997–1998) oraz członkiem zarządu i dyrektorem inwestycyjnym w ING Investment Management (Polska) SA (1999–2006), w latach 2002–2006 był prezesem zarządu ING TFI i ING Investment Management (Polska) SA, wiceprzewodniczącym Rady Izby Zarządzających Funduszami i Aktywami (2005–2006), w latach 2006–2007 był członkiem zarządu PZU SA, członkiem Rady Nadzorczej Polskiego Holdingu Farmaceutycznego SA (2006–2007), Mennicy Polskiej, ATM-u (od 2014 – przewodniczącym RN), Mostostalu Zabrze – Holding oraz Vistuli Group, przewodniczącym Rady Nadzorczej PZU Asset Management SA (2006–2007), a w 2008 roku członkiem zarządu Opera TFI. W 2016 roku zrezygnował z członkostwa w radach nadzorczych spółek, których był wtedy członkiem (TFI BGK SA, Atende SA, Mennica Polska, Protektor SA, Vistula Group SA, ATM SA).
W pierwszej połowie 2016 roku Mirosław Panek był prezesem zarządu Banku Gospodarstwa Krajowego, w latach 2016–2018 był przedstawicielem Polski, Szwajcarii, Serbii, Azerbejdżanu, Turkmenistanu, Kazachstanu, Tadżykistanu i Kirgistanu w Międzynarodowym Funduszu Walutowym. 25 stycznia 2019 roku został członkiem zarządu Bankowego Funduszu Gwarancyjnego (BFG), a od 6 kwietnia 2019 do 9 marca 2020 roku był prezesem zarządu BFG i członkiem Komisji Nadzoru Finansowego. W 2020 pełnił funkcję prezesa rady nadzorczej Banku Nowego BFG S.A.
Mirosław Panek w roku 2001 był współzałożycielem Międzynarodowego Stowarzyszenia „Przyszłość Mediów”, a w latach 2004–2016 był członkiem Rady Fundacji Ośrodka KARTA.